# Трубников, Николай Васильевич (МХТИ)
Никола́й Васи́льевич Тру́бников (1892—1968) — советский учёный, химик-теплотехник, профессор, заслуженный деятель науки и техники РСФСР.

## Биография
Родился в  1892 г. в Иваново-Вознесенске.
Окончил реальное училище и химическое отделение Московского технического училища (1917). 
В 1915–1917 гг. участвовал в проектировании и строительстве уротропинового завода, где работал заведующим химической лабораторией. В 1917–1919 гг. участвовал в проектировании химико-фармацевтического завода, работал там заведующим аналитической лабораторией. 
В 1919–1925 гг. – ученый секретарь Государственного института чистых реактивов.
С 1923 г. на научной и преподавательской работе в Московском химико-технологическом институте им. Д. И. Менделеева.
С 1926 г. зав. кафедрой пирогенных (с 1931 коксохимических) производств, с 1946 г. зав. кафедрой теплотехники (позже называлась кафедрой термодинамики и теплотехники).
Также начиная с 1922 г. вёл преподавательскую работу в Военной высшей школе командного состава РККА, в Аэрофотограмметрической школе, Высшей школе вспомогательных служб Красного Воздушного флота, Высшей школе спецслужб ВВС, заведовал кафедрой технологии органических веществ в ряде вузов.
В 1937 г. присуждена ученая степень кандидата наук без защиты диссертации. Доктор технических наук (1942), профессор.
Похоронен на Новодевичьем кладбище (6 участок).

## Награды
- Заслуженный деятель науки и техники РСФСР (1965).
- Орден Ленина
- Медаль «За доблестный труд в Великой Отечественной войне 1941—1945 гг.»
- Медаль «В память 800-летия Москвы»
- Медаль «За трудовое отличие».

## Семья
- Жена — Александра Николаевна Трубникова (1899—1981).
  - Дочь — Калерия Николаевна Трубникова, была замужем за композитором А. П. Долуханяном.